# Asterix in America
Asterix in America (La Grande Traversée) è la ventiduesima storia a fumetti della serie Asterix, creata dal duo francese René Goscinny (sceneggiatura) e Albert Uderzo (disegni). La sua prima pubblicazione in albo in lingua originale risale al 1975. Questo albo segna uno dei più lunghi viaggi intrapresi da Asterix e Obelix, secondo solo alla trasvolata intercontinentale fino in India narrata in Le mille e un'ora di Asterix. I due Galli giungono inconsapevolmente fino in America, 1500 anni prima di Cristoforo Colombo, e qui si imbattono in una tribù di nativi americani, oltre a trovarsi faccia a faccia con quegli strani animali a loro sconosciuti, ribattezzati onomatopeicamente "glu-glu", che sono i tacchini. Ne è stato tratto un lungometraggio cinematografico nel 1994, dal titolo Asterix conquista l'America.

## Trama
Il druido Panoramix ha bisogno di pesce ragionevolmente fresco per la sua pozione magica e per procurargliene Asterix e Obelix prendono il mare su una fragile barchetta a pesca. Decisamente poco esperti di navigazione, i due si fanno sorprendere da una tempesta che fa loro perdere la rotta. Dopo essere rimasti per giorni in balia dei flutti, finalmente sbarcano su una nuova, strana terra che non riconoscono: i Galli non possono saperlo, ma sono giunti sul continente nordamericano.
Ben presto Asterix e Obelix si imbattono negli autoctoni: dopo vari incontri/scontri vengono accettati per la loro forza e abilità guerriera in una tribù di pellerossa (che loro credono essere legionari romani mercenari provenienti da Creta o dalla Tracia). Obelix riesce anche, suo malgrado, ad entrare nelle grazie della poco attraente figlia del loro capo. Per sfuggire alle sue proposte matrimoniali, e perché desiderosi di tornare a casa, i due decidono nottetempo di fuggire. Giunti sulla costa, incontrano un equipaggio di esploratori Vichinghi che, non parlando la loro lingua e credendoli indigeni del luogo, li imbarcano per riportarli in Europa.
Giunti in patria, i Vichinghi euforici si preparano a sacrificare Asterix e Obelix ai loro dèi, ma i due riescono a fuggire - dopo l'immancabile rissa - e a trarre in salvo con loro anche un pescatore gallico fatto prigioniero dai predoni anni prima. Rubata una barca, grazie all'aiuto di questi riescono a veleggiare verso la Gallia - e a catturare il pesce scopo originario del loro viaggio - tornando così a casa dove li aspetta il consueto banchetto sotto le stelle.

## Personaggi principali
I personaggi presenti nella storia più rilevanti ai fini della trama sono:
- Asterix: si imbarca senza immaginare che la spedizione di pesca si trasformerà in un viaggio transoceanico.
- Obelix: dimostra di sapersela cavare ancor meno di Asterix su una barca, e contribuisce a provocare lo smarrimento di rotta -sebbene accusi di tutto il suo amico. In America mostra di gradire i tacchini e la carne d'orso, a lui ovviamente sconosciuti, e deve vedersela con la grassa figlia del capo indiano che si invaghisce di lui
- Kerøsene (Kérøsen)[4]: capitano di un vascello vichingo e grande esploratore, conduce i suoi uomini fino alle lande sconosciute del cosiddetto "nuovo mondo", ma non viene creduto dai suoi compatrioti

## Riferimenti storici
Ci sono riferimenti ai futuri Stati Uniti d'America. Durante la vicenda Obelix mette per tre volte K.O. un pellerossa, e questi viene disegnato - come è consuetudine nei fumetti - con uccelli e stelline intorno alla testa: queste altro non sono che l'aquila simbolo degli USA (tav. 18), le stelle della bandiera americana (tav. 19) e i gagliardetti della US Air Force (tav. 21). Inoltre, per segnalare la loro presenza alla nave vichinga Asterix accende una fiaccola atteggiandosi nella posa della Statua della Libertà. Durante il pasto con i pellerossa Obelix scopre suo malgrado che essi mangiano i cani, e dice poi che non vuol più rischiare di mangiare "cane caldo" (cioè hot dog).
I Vichinghi che appaiono in questa storia sono danesi: il riferimento alla statua della Sirenetta di Copenaghen nella tav. 37, in cui Kerøsene nel vedere il suo capo infuriato che li attende al porto dice "credevi fosse una gentile sirenetta?"; le citazioni dall'Amleto nelle tav. 41 e 43 ed il fatto che il loro cane, che fa amicizia con Idefix, sia un alano, ovvero un danese.

### Riferimenti ad altri albi
Si scopre il motivo per cui la mercanzia del pescivendolo Ordinalfabetix puzzi così tanto: il commerciante afferma con orgoglio di importare il suo pregiato pesce da Lutetia, invece di pescarlo in mare. Questa affermazione contrasta tuttavia con alcune scene mostrate in albi precedenti: in Asterix in Iberia Ordinalfabetix afferma di possedere una barca da pesca, che cede in prestito ai protagonisti, e in Asterix e l'indovino lo si può vedere intento a pescare. Infine, Obelix mostra in questa storia di aver appreso le danze tzigane durante il suo viaggio in Hispania (Asterix in Iberia) tanto da riuscire a insegnarle ai pellerossa.

## Storia editoriale
In Francia la storia apparve inizialmente a puntate all'interno del quotidiano Sud Ouest, in seguito è stata pubblicata in albo cartonato nel 1975 dall'editore Dargaud. Successivamente l'albo viene ristampato dalla casa editrice Hachette Livre, che nel dicembre 2008 acquisì da Uderzo e da Anna Goscinny (figlia dello scomparso René) tutti i diritti sulle pubblicazioni di Asterix.

### Edizioni estere

#### Italia
In Italia l'albo è edito, come gli altri della serie, da Mondadori; la prima edizione italiana risale al maggio 1976 per la traduzione di Luciana Marconcini. La Mondadori ha ristampato l'albo più volte nel corso degli anni; l'ultima edizione, condotta su quella francese di Hachette Livre, è della fine del 2011 e rispetto alle precedenti presenta, pur mantenendo invariata la traduzione, una copertina diversa, un nuovo lettering e una colorazione rinnovata; è inoltre caratterizzata dall'avere la sagoma di Asterix stampata in rosso sulla costa.
La storia è stata pubblicata a puntate anche all'interno della rivista Il Giornalino (Edizioni San Paolo), nella quale fece la sua prima apparizione nel 1976 venendovi poi ristampata periodicamente. Tale edizione è basata su quella Mondadori e presenta la stessa traduzione di Luciana Marconcini, sebbene il titolo della storia vi sia stato modificato (con maggiore fedeltà all'originale) in La grande traversata.

## In altre lingue
Il titolo originale dell'albo, La Grande Traversée, è stato tradotto come segue in alcune delle principali lingue in cui il fumetto è edito; vengono inoltre indicate la casa editrice e l'anno di prima pubblicazione:
- catalano: La gran travessia - Salvat editores,  Spagna
- ceco: Asterix a Velká zámořská plavba - Egmont ČR,  Rep. Ceca, 1998
- coreano: 아스테릭스, 신대륙을발견하다 (Asteriks, sindaeryug-ül balgyeonhada) - Moonhak-kwa-Jisung-Sa,  Corea del Sud, 2002
- danese: Asterix opdager Amerika!  - Egmont Serieforlaget A/S,  Danimarca, 1978
- finlandese: Asterix ja suuri merimatka - Egmont Kustanus Oy,  Finlandia, 1976
- greco: Το μεγάλο ταξίδι - Anglo Hellenic Agency,  Grecia, 1979
- inglese: Asterix and the Great Crossing - Orion,  Regno Unito, 1976
- norvegese: Asterix oppdager Amerika - Egmont Serieforlaget A/S,  Norvegia, 1978
- olandese: De grote oversteek - Hachette Livre,  Paesi Bassi, 1976
- polacco: Wielka przeprawa - Egmont Poland Ltd,  Polonia, 1995
- portoghese: A grande Travessia - Edições ASA,  Portogallo
- spagnolo: La Gran Travesía - Salvat editores,  Spagna, 1975
- svedese: Resan över Atlanten - Egmont Kärnan AB,  Svezia, 1977
- tedesco: Die große Überfahrt - Egmont Ehapa Verlag,  Germania, 1977

## Altri media

### Cinema
La storia presente in quest'albo è stata trasposta al cinema in un lungometraggio d'animazione del 1995, dal titolo Asterix conquista l'America (in originale Astérix et les Indiens). La trama del cartone animato differisce però notevolmente da quella del fumetto: in particolare non compaiono i Vichinghi, il druido Panoramix giunge nel Nuovo Mondo con Asterix e Obelix (in realtà era proprio per salvarlo dalle grinfie dei Romani che i due si erano messi in viaggio) e la figlia del capo indiano è un'avvenente ragazza il cui affetto viene ricambiato da Obelix.
La seconda parte della storia, in cui Asterix e Obelix sono brevemente ospitati dai vichinghi, è presente nel lungometraggio d'animazione del 2006, dal titolo Asterix e i Vichinghi, il quale però è maggiormente tratto dall'albo del 1966, Asterix e i Normanni.